# بالاروی دیواره‌ای

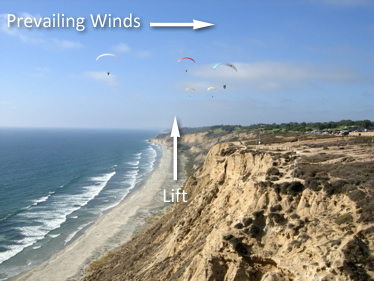
بالارفتن دیواره‌ای در توری پاینز گلایدرپورت در سن دیگو، کالیفرنیا

بالاروی دیواره‌ای، بالابری دیواره‌ای یا بالارفتن شیب‌دار (به انگلیسی: Ridge lift) هنگامی ایجاد می‌شود که باد به مانعی، معمولاً یک یال یا صخره کوه، که به اندازه کافی بزرگ و شیب‌دار است که باد را به سمت بالا منحرف کند، برخورد می‌کند.
اگر باد به اندازه کافی قوی باشد، بالارفتن دیواره‌ای نیروی کافی به سمت بالا را برای گلایدرها، آویزان گلایدرها، پاراگلایدرها و پرندگان فراهم می‌کند تا برای مدت طولانی در هوا بمانند یا مسافت‌های زیادی را با «بالا رفتن شیب‌دار» طی کنند. اگرچه هواپیماهای بدون نیرو معمولاً در هوا فرود می‌آیند، اما اگر هوای پیرامون سریع‌تر از میزان فرورفتگی آنها بالا رود، صعود می‌کنند. علاقه‌مندان به گلایدر مدل از این تکنیک به عنوان «سرخوردن در شیب» یا «شیب‌گرفتن» یاد می‌کنند.

نمودار یک شیب با منطقه افزایش هوا به رنگ سبز کم رنگ